# Anelosimus nazariani
Anelosimus nazariani là một loài nhện trong họ Theridiidae.
Loài này thuộc chi Anelosimus. Anelosimus nazariani được miêu tả năm 2005 bởi Agnarsson & Kuntner.